# Adaptiv färgteckning
Adaptiv färgteckning är ett samlingsbegrepp för att beskriva de anpassningar hos levande organismer, där färgteckningen är ett resultat av adaptiva evolutionära processer. Kamouflage, aposematism och mimikry är exempel på adaptiv färgteckning, där resultatet – organismens färgmässiga utseende – kan beskrivas som en effekt av kontinuerligt naturligt urval av den organism som varit bäst anpassad till rådande omständigheter.

## Uppkomst
Att en organism har en viss fenotyp beror på dess genotyp samt på miljömässiga faktorer. Selektion på fenotypen sker genom naturligt urval, vilket gör att generna hos en organism som överlevt ett visst selektionstryck kan spridas vidare till nästa generation. Detta skapar anpassningar hos en art. Adaptiv färgteckning kan sägas vara en sådan anpassning, där orsaken till uppkomsten av färgteckningen främst grundar sig i adaptiva evolutionära processer, och inte huvudsakligen i neutrala evolutionära processer. 
Trots att uppdelningen är ifrågasatt,är det vanligt att dela upp orsakerna till evolutionära processer i proximata och ultimata orsaker. Sexuell dimorfism, att till exempel hanar är större än honor i vissa arter, kan ha den proximata orsaken att hanarna producerar ett visst hormon som medför att de är större. Den ultimata orsaken kan sägas vara sexuell selektion, att honor föredragit hanar som producerat det hormonet, och alltså varit större.

### Proximata orsaker
Med de proximata orsakerna till uppkomsten av en viss fenotyp menar man hur en viss fenotyp kommit att utvecklats. Det kan till exempel vara studier av de kemiska egenskaper som skapar ett visst färgmässigt utseende. De proximata orsakerna till att en viss färg existerar hos en viss organism kan vara till exempel närvaro av vissa pigment i cellerna, såsom karotenoider vilka återfinns bland många arthropoda. I kombination med andra proteiner skapar dessa ett brett spektrum av röda och gula färger.

### Ultimata orsaker
Med de ultimata orsakerna till uppkomsten av en viss fenotyp menar man varför en egenskap utvecklats, vilka evolutionära processer som lett fram till det fenotypiska utseendet. Den ultimata orsaken till att en viss färgteckning har utvecklats hos en art kan vara till exempel  sexuell selektion - De som haft de starkaste färgerna har fått para sig och sprida generna vidare, eller predationstryck - de som varit bäst kamouflerade och inte blivit upptäckta, har inte ätits upp, och överlevt och spridit sina gener vidare.

## Exempel
Adaptiv färgteckning är färgteckning som en anpassning till följd av naturlig selektion, kan antingen ha uppkommit för att dölja organismen för omgivningen, eller det motsatta - för att synas ordentligt. 

### Färgteckning för attintebli upptäckt
Det finns flera typer av kamouflerande färgteckning. Dessa gör att en organism kan vilseleda sin omgivning och/eller undvika att bli upptäckt.

#### Kryptisk färgteckning

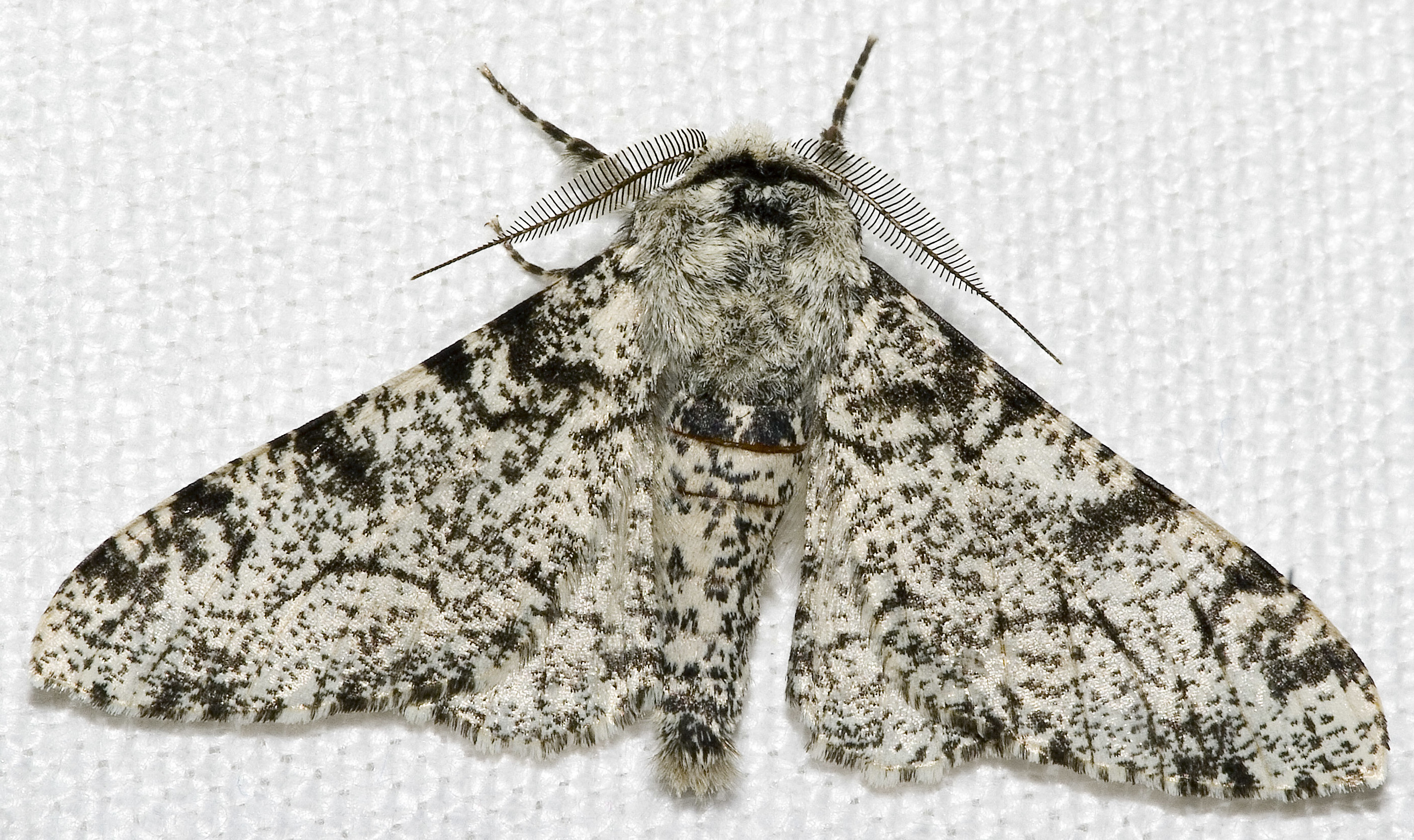
Biston betularia betularia morpha typica

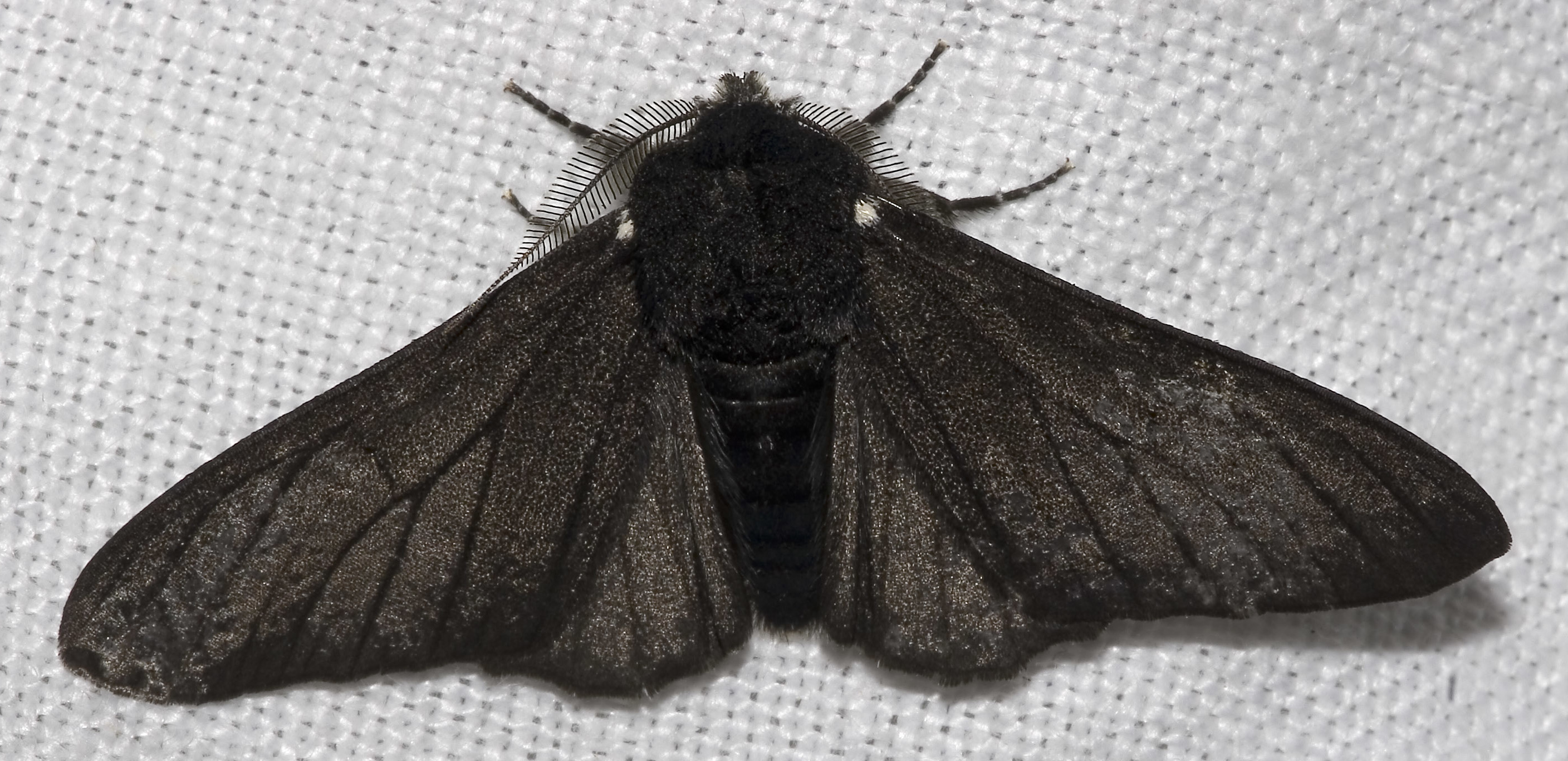
Biston betularia betularia morpha carbonaria

Kryptisk färgteckning är ett exempel på en anpassning för att inte bli upptäckt av sin omgivning, där en organism genom naturlig selektion utvecklat ett utseende som gör att den smälter väl in i det habitat (den omgivning) där den befinner sig. Det kan vara en färgteckning hos predatorer som gör att de på ett effektivt sätt kan smyga närmare sina bytesdjur utan att bli upptäckta, eller ett sätt för bytesdjur att inte bli upptäckta av predatorer.

##### Skyddande kryptisk färgteckning
Ett klassiskt exempel på skyddande kryptisk färgteckning vars förändring under selektionstryck studerats i realtid, är färgförändringen hos stor björkmätare (Biston betularia) under industriella revolutionen i Storbritannien. Innan industriella revolutionen var björkmätarna färgmässigt anpassade, kryptiskt tecknade, för att lätt kunna undgå att bli upptäckta på de björkstammar där de levde; de var ljusa i grundfärg och lätt mönstrade i grått. Föroreningar till följd av utsläpp under industriella revolutionen gjorde att många björkar dog, och stammarna blev mörkare på de som fanns kvar. På bara några år hade de nya förutsättningarna gjort att ett annat utseende selekterats fram hos mer än 90 procent av björkmätarna i förorenade områden; Björkmätarna var nu mörka i grunden med ljust spräckligt mönster.

##### Aggressiv kryptisk färgteckning
Aggressiv krypsis är när en predator utvecklat ett utseende som gör att den smälter in i sin omgivning för att inte bli upptäckt av potentiella bytesdjur. Ett exempel på detta är fjällugglan. Den är väl kamouflerad mot den vita snön i de norra breddgrader där den lever, och dess bytesdjur har därför svårt att upptäcka den.

#### Maskerad
Vissa djur har utvecklat inte bara en färg, utan ett helt utseende som liknar något annat i omgivningen. I dessa fall handlar kamouflaget inte längre om att smälta in i sin omgivning och inte bli sedd, utan att helt efterlikna till exempel ett löv, en sten eller en pinne - för att predatorn inte ska förstå att organismen är ett lämpligt bytesdjur. Det spelar då inte längre någon roll om organismen blir upptäckt, eftersom den förefaller ointressant för omgivningen. Metoden kan liknas vid mimikry hos djur, dock finns en skillnad i att denna typ av maskerad efterhärmar ett oätligt objekt, och inte en hel, annan, organism vilket är fallet vid mimikry.

#### Disruptiv färgteckning

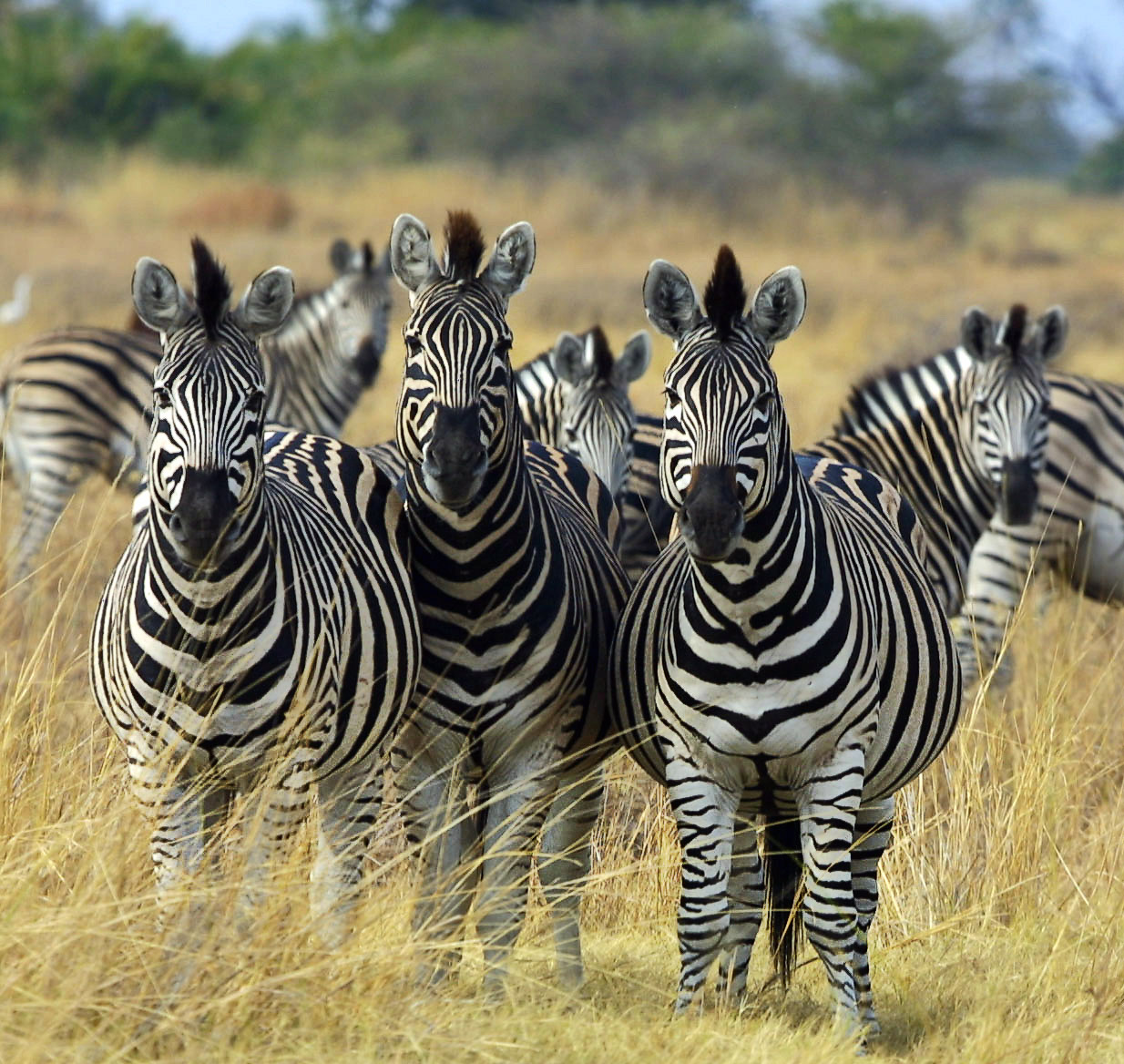
Zebror har en disruptiv färgteckning, vilket gör att rovdjur har svårt att urskilja enstaka individer i en flock.

Ett annat exempel på vilseledande färgteckning är disruptiv färgteckning, där kamouflaget inte handlar om att smälta in i omgivningen, utan om att som individ vara svår att urskilja i en grupp. Individen i en grupp organismer blir då kamouflerad gentemot de övriga individerna, men inte mot den omgivande miljön. Zebror är ett bra exempel på detta, då en zebra inte smälter in i sitt habitat särskilt väl, men har utvecklat ett förvillande utseende genom naturlig selektion, som gör att det för rovdjur kan vara svårt att urskilja en zebra från de andra i en flock.

### Färgteckning för attbliupptäckt
En organism kan ha utvecklat en viss färgteckning för att bli upptäckt. Till exempel för att signalera till sin omgivning att den är farlig eller oätlig, eller för att locka till sig till exempel partners, pollinatörer eller bytesdjur. 

#### Aposematism
Många giftiga djur och växter har starka färger och tydliga mönster för att signalera till omgivningen om sin giftighet eller osmaklighet. På så vis undviker de att bli uppätna, eftersom rovdjur eller herbivorer har samevolverat till att lära sig att undvika dessa färger eller mönster. Detta sätt att signalera sin osmaklighet för att inte bli uppäten kallas aposematism.

#### Mimikry
Vissa organismer har utvecklat färger och mönster för att härma en annan art som är giftig eller osmaklig. Detta kallas mimikry och brukar delas upp i två huvudsakliga undergrupper; Batesk mimikry, där organismen själv är ofarlig (till exempel en blomfluga som liknar en geting) och Müllersk mimikry, där icke närbesläktade arter liknar varandra. Ibland har predatorer utvecklat ett så kallat aggressivt mimikry, ett utseende som gör att bytesdjur misstar dem för något annat. Till exempel kan en insektsätande organism ha utvecklat ett utseende som gör att den liknar en blomma, och lockar då lätt till sig byten.

#### Sekundära sexuella karaktärer
Vissa färgteckningar kan ha utvecklats som sekundära sexuella karaktärer till följd av sexuell selektion. En viss färgteckning har då selekterats fram till följd av att till exempel honor valt att para sig med hanar som har en viss färgteckning.
Färgteckningen hos blommor kan vara en anpassning för att locka till sig en viss sorts pollinator. Detta kan då ha samevolverat med pollinatorn som i sin tur har utvecklat ett sätt att känna igen blomman. Även om pollinatörer kan använda sig av flera olika sätt att känna igen en värdväxt (bland annat doft), så har studier visat att färgteckningen kan vara väldigt viktig för hur vissa pollinatörer känner identifierar värdefulla blommor.